# 초이 (삼국지)
초이(중국어: 焦彝, 병음: Jiāo Yí 자오이[*], ?~?)는 중국 삼국 시대 위나라의 군인으로 제갈탄의 부하 장수로 활동했다.

## 생애
자세한 생애에 대한 기록은 남아 있지 않으며 조위의 장군인 제갈탄의 수하로 활동했다.
257년 제갈탄이 당시 조정을 장악한 사마소에 대항하여 반란을 일으키자 이에 동참했다. 그러나 전황의 패색이 짙어지자 제갈탄의 다른 수하인 장반과 함께 수춘성을 탈출하여 사마소에게 항복했다. 이후의 행적은 기록이 남아 있지 않다.

## 《삼국지연의》에서의 초이
장반과 함께 제갈탄의 모사로 등장하여 그와 함께 오와 초의 사람들을 이끌고 항전할 것을 주장했다. 그러나 제갈탄은 이를 듣지 않고 다시 한 번 말하면 참수하겠다고 엄포를 놓자 장반과 함께 탄식하며 그날 밤에 성을 빠져나와 위나라 군대에게 항복했다.